# The White Balance
The White Balance é um DVD da carreira solo do guitarrista brasileiro Kiko Loureiro. Foi gravado no dia 14 de junho de 2013 no Auditório Ibirapuera, em São Paulo/SP. O DVD conta com a participação do também guitarrista Rafael Bittencourt na versão acústica da música "Late Redemption", da banda Angra, da qual tanto Rafael como Kiko fazem parte.

## Músicas
- Todas as músicas compostas por Kiko Loureiro, exceto onde anotado.

### Set rock
1. "Conflicted"
2. "The Hymn"
3. "Reflective"
4. "Ray Of Life"
5. "Gray Stone Gateway"
6. "No Gravity"
7. "Dilemma"
8. "El Guajiro"
9. "Mãe D'Água"
10. "Pau-de-Arara"

### Set acústico
1. "Choro de Criança"
2. "Giz"
3. "Late Redemption" (Loureiro, Bittencourt)

### Set jazz brasileiro
1. "Anastácia"
2. "Ojos Verdes" (Yaniel Matos)
3. "Samba da Elisa"
4. "Beautiful Language"

## Músicos

### Set Rock
- Kiko Loureiro - guitarra
- Felipe Andreoli - baixo
- Virgil Donati - bateria
- Zeca Loureiro - guitarra base
- Eduardo Cubano - percussão
- DaLua - percussão

### Set jazz brasileiro
- Kiko Loureiro - guitarra
- Yaniel Matos - piano
- Carlinhos Noronha - baixo
- Jônatas Sansão - bateria
- Eduardo Cubano - percussão

### Set acústico
- Kiko Loureiro - violão (voz em "Late Redemption")

### Partcipação especial
- Rafael Bittencourt - violão, voz (em "Late Redemption")